# Édouard Stako
Édouard Stako, właśc. Édouard Stakowicz (ur. 11 stycznia 1934 w Escaudain, zm. 23 października 2008) – francuski piłkarz, a następnie trener piłkarski polsko-francuskiego pochodzenia.
W lidze francuskiej występował w barwach Valenciennes FC i Stade Français. W latach 1959–1964 wystąpił trzykrotnie w reprezentacji Francji, dla której zdobył jedną bramkę. W latach 1967–1971 oraz 1973–1975 był trenerem OC Châteaudun.